# Liste des cantons de l'Aisne
Cet article présente la liste des cantons du département de l'Aisne. De 57 cantons à la création des départements en 1790, le nombre est réduit à 37 lors de la refonte de la carte cantonale de 1801, puis augmente en 1973 à 42 pour suivre l'évolution démographique. Le redécoupage cantonal de 2014, applicable à partir des élections départementales de mars 2015, réduit le nombre de cantons à 21.

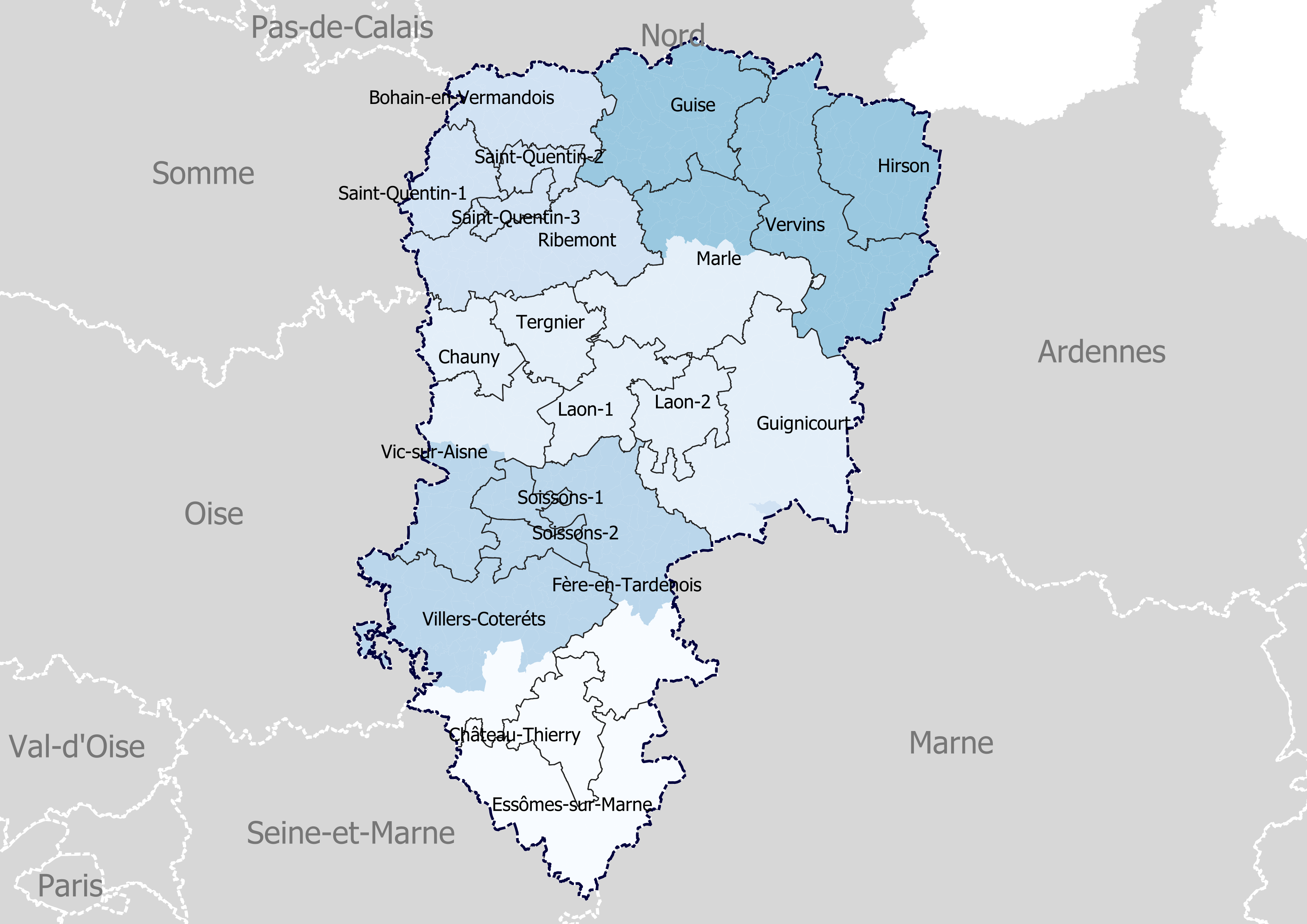
Découpage cantonal du département de l’Aisne, avec en surimpression les arrondissements (en nuances de bleu) - Carte arrêtée au 1er janvier 2019.

## Histoire

### Création des départements, districts et cantons en 1790
L'Assemblée adopte le principe du découpage du territoire du royaume en départements, districts et cantons avec les lois des 14 et 22 décembre 1789. La France est ainsi divisée en 83 départements par décret du 15 janvier 1790 et la liste des départements et des districts est précisée par décret du 16 février 1790.

### Période 1801-1973
Peu de temps après leur création, les cantons sont supprimés, en tant que découpage administratif, par une loi du 26 juin 1793. Ils ne conservent qu'un rôle électoral. Mais, après la chute de Robespierre le 9 thermidor an II (27 juillet 1794), les mesures de circonstance de la Convention sont annulées par la Constitution du 22 août 1795 (5 fructidor, an III), dite « de la République bourgeoise ». La Constitution supprime les districts, rouages administratifs liés à la Terreur, et renforce le rôle des cantons, qu'elle vient de recréer. La loi du 28 pluviôse an VIII (17 février 1800) crée des arrondissements dans 98 départements, dont 371 dans les 89 départements correspondant au territoire de la Constitution de 1793. À la même date, le nombre des cantons (correspondant au même territoire) est ramené à 2 916.
L'Aisne compte alors 37 cantons répartis en cinq arrondissements. De 1926 à 1942, l'arrondissement de Château-Thierry est supprimé, sans que cela ne modifie le découpage cantonal.

### Redécoupage de 1973
Avec le décret du 23 juillet 1973, huit nouveaux cantons sont créés  : le canton de Laon est divisé en Laon-Nord et Laon-Sud, celui de Saint-Quentin est divisé en Saint-Quentin - Centre, le Saint-Quentin - Sud et Saint-Quentin - Nord, celui de Soissons en Soissons-Sud et Soissons-Nord, enfin le canton de Tergnier est créé par division du canton de La Fère,. L'Aisne comprend alors 42 cantons répartis dans 5 arrondissements.

### Redécoupage cantonal de 2014

Carte des cantons de l'Aisne après le redécoupage de 2014

Dans la poursuite de la réforme territoriale engagée en 2010, l'Assemblée nationale adopte définitivement le 17 avril 2013 la réforme du mode de scrutin pour les élections départementales destinée à garantir la parité hommes/femmes. Les lois (loi organique 2013-402 et loi 2013-403) sont promulguées le 17 mai 2013. Un nouveau découpage territorial est défini par décret du 21 février 2014 pour le département de l'Aisne. Celui-ci entre en vigueur lors du premier renouvellement général des assemblées départementales suivant la publication du décret, soit en mars 2015. Les conseillers départementaux sont élus au scrutin majoritaire binominal mixte. Les électeurs de chaque canton éliront au Conseil départemental, nouvelle appellation des Conseils généraux, deux membres de sexe différent, qui se présenteront en binôme de candidats. Les conseillers départementaux seront élus pour six ans au scrutin binominal majoritaire à deux tours, l'accès au second tour nécessitant 10 % des inscrits au premier tour. En outre la totalité des conseillers départementaux est renouvelée.
Ce nouveau mode de scrutin nécessite un redécoupage des cantons dont le nombre est divisé par deux avec arrondi à l'unité impaire supérieure si ce nombre n'est pas entier impair et avec des conditions de seuils minimaux. Dans l'Aisne le nombre de cantons passe ainsi de 42 à 21.
Les critères du remodelage cantonal sont les suivants : le territoire de chaque canton doit être défini sur des bases essentiellement démographiques, le territoire de chaque canton doit être continu et les communes de moins de 3 500 habitants sont entièrement comprises dans le même canton. Il n’est fait référence, ni aux limites des arrondissements, ni à celles des circonscriptions législatives.
Conformément à de multiples décisions du Conseil constitutionnel depuis 1985 et notamment  sa décision n° 2010-618 DC du 9 décembre 2010,  il est admis que le principe d’égalité des électeurs au regard des critères démographiques est respecté lorsque le ratio conseiller/habitant de la circonscription est compris dans une fourchette de 20 % de part et d'autre du ratio moyen conseiller/habitant du département. Pour le département de l'Aisne, la population de référence est la population légale en vigueur au 1er janvier 2013, à savoir la population millésimée 2010, soit 540 508 habitants. Avec 21 cantons la population moyenne par conseiller départemental est de 25 738 habitants. Ainsi la population de chaque nouveau canton doit-elle être comprise entre 20 591 habitants et 30 886 habitants pour respecter le principe de l'égalité citoyenne au vu des critères démographiques.

## Composition actuelle

### Liste détaillée
| N° | Nom du Canton        | Bureau centralisateur | Population (2022) | Nombre de communes entières | Communes composant le canton |
| -- | -------------------- | --------------------- | ----------------- | --------------------------- | --- |
| 1  | Bohain-en-Vermandois | Bohain-en-Vermandois  | 21 801            | 31                          | Aubencheul-aux-Bois, Beaurevoir, Becquigny, Bellenglise, Bellicourt, Bohain-en-Vermandois, Bony, Brancourt-le-Grand, Le Catelet, Croix-Fonsomme, Estrées, Étaves-et-Bocquiaux, Fontaine-Uterte, Fresnoy-le-Grand, Gouy, Hargicourt, Lehaucourt, Joncourt, Lempire, Levergies, Magny-la-Fosse, Montbrehain, Montigny-en-Arrouaise, Nauroy, Prémont, Ramicourt, Seboncourt, Sequehart, Serain, Vendhuile, Villeret. |
| 2  | Château-Thierry      | Château-Thierry       | 27 850            | 21                          | Belleau, Bézu-Saint-Germain, Blesmes, Bouresches, Brasles, Brécy, Château-Thierry, Chierry, Coincy, Épaux-Bézu, Épieds, Étampes-sur-Marne, Étrépilly, Fossoy, Gland, Grisolles, Mont-Saint-Père, Nesles-la-Montagne, Rocourt-Saint-Martin, Verdilly, Villeneuve-sur-Fère. |
| 3  | Chauny               | Chauny                | 23 692            | 21                          | Abbécourt, Amigny-Rouy, Autreville, Beaumont-en-Beine, Béthancourt-en-Vaux, Caillouël-Crépigny, Caumont, Chauny, Commenchon, Condren, Frières-Faillouël, Guivry, Marest-Dampcourt, Neuflieux, La Neuville-en-Beine, Ognes, Pierremande, Sinceny, Ugny-le-Gay, Villequier-Aumont, Viry-Noureuil. |
| 4  | Essômes-sur-Marne    | Essômes-sur-Marne     | 28 814            | 47                          | Azy-sur-Marne, Barzy-sur-Marne, Bézu-le-Guéry, Bonneil, Celles-lès-Condé, La Chapelle-sur-Chézy, Charly-sur-Marne, Chartèves, Chézy-sur-Marne, Condé-en-Brie, Connigis, Coupru, Courboin, Courtemont-Varennes, Crézancy, Crouttes-sur-Marne, Dhuys et Morin-en-Brie, Domptin, L'Épine-aux-Bois, Essises, Essômes-sur-Marne, Jaulgonne, Lucy-le-Bocage, Marigny-en-Orxois, Mézy-Moulins, Montfaucon, Monthurel, Montigny-lès-Condé, Montlevon, Montreuil-aux-Lions, Nogentel, Nogent-l'Artaud, Pargny-la-Dhuys, Passy-sur-Marne, Pavant, Reuilly-Sauvigny, Romeny-sur-Marne, Rozoy-Bellevalle, Saint-Eugène, Saulchery, Trélou-sur-Marne, Vallées en Champagne, Vendières, Veuilly-la-Poterie, Viels-Maisons, Viffort, Villiers-Saint-Denis. |
| 5  | Fère-en-Tardenois    | Fère-en-Tardenois     | 27 573            | 77                          | Aizy-Jouy, Allemant, Augy, Bazoches-et-Saint-Thibaut, Beuvardes, Blanzy-lès-Fismes, Braine, Braye, Brenelle, Bruyères-sur-Fère, Bruys, Bucy-le-Long, Celles-sur-Aisne, Cerseuil, Le Charmel, Chassemy, Chavignon, Chavonne, Chéry-Chartreuve, Chivres-Val, Cierges, Ciry-Salsogne, Clamecy, Condé-sur-Aisne, Coulonges-Cohan, Courcelles-sur-Vesle, Courmont, Couvrelles, Cys-la-Commune, Dhuizel, Dravegny, Fère-en-Tardenois, Filain, Fresnes-en-Tardenois, Goussancourt, Jouaignes, Laffaux, Lesges, Lhuys, Limé, Loupeigne, Mareuil-en-Dôle, Margival, Missy-sur-Aisne, Monampteuil, Mont-Notre-Dame, Mont-Saint-Martin, Nanteuil-la-Fosse, Nanteuil-Notre-Dame, Neuville-sur-Margival, Ostel, Paars, Pargny-Filain, Pont-Arcy, Presles-et-Boves, Quincy-sous-le-Mont, Ronchères, Saint-Mard, Sancy-les-Cheminots, Saponay, Les Septvallons, Sergy, Seringes-et-Nesles, Serval, Soupir, Terny-Sorny, Vailly-sur-Aisne, Vasseny, Vaudesson, Vauxtin, Vézilly, Viel-Arcy, Villers-Agron-Aiguizy, Villers-sur-Fère, Ville-Savoye, Vuillery. |
| 6  | Villeneuve-sur-Aisne | Villeneuve-sur-Aisne  | 26 359            | 76                          | Aguilcourt, Aizelles, Amifontaine, Aubigny-en-Laonnois, Beaurieux, Berrieux, Berry-au-Bac, Bertricourt, Boncourt, Bouconville-Vauclair, Bouffignereux, Bourg-et-Comin, Braye-en-Laonnois, Bucy-lès-Pierrepont, Chaudardes, Chermizy-Ailles, Chevregny, Chivres-en-Laonnois, Concevreux, Condé-sur-Suippe, Corbeny, Coucy-lès-Eppes, Courtrizy-et-Fussigny, Craonne, Craonnelle, Cuiry-lès-Chaudardes, Cuissy-et-Geny, Ébouleau, Évergnicourt, Gizy, Goudelancourt-lès-Berrieux, Goudelancourt-lès-Pierrepont, Guyencourt, Jumigny, Juvincourt-et-Damary, Lappion, Liesse-Notre-Dame, Lor, Mâchecourt, Maizy, La Malmaison, Marchais, Mauregny-en-Haye, Meurival, Missy-lès-Pierrepont, Montaigu, Moulins, Moussy-Verneuil, Muscourt, Neufchâtel-sur-Aisne, Neuville-sur-Ailette, Nizy-le-Comte, Œuilly, Orainville, Oulches-la-Vallée-Foulon, Paissy, Pancy-Courtecon, Pargnan, Pignicourt, Ployart-et-Vaurseine, Pontavert, Prouvais, Proviseux-et-Plesnoy, Roucy, Saint-Erme-Outre-et-Ramecourt, Saint-Thomas, Sainte-Croix, La Selve, Sissonne, Trucy, Variscourt, Vassogne, Vendresse-Beaulne, La Ville-aux-Bois-lès-Pontavert, Villeneuve-sur-Aisne. |
| 7  | Guise                | Guise                 | 22 889            | 45                          | Aisonville-et-Bernoville, Audigny, Barzy-en-Thiérache, Bergues-sur-Sambre, Bernot, Boué, Chigny, Crupilly, Dorengt, Esquéhéries, Étreux, Fesmy-le-Sart, Flavigny-le-Grand-et-Beaurain, Grand-Verly, Grougis, Guise, Hannapes, Hauteville, Iron, Lavaqueresse, Leschelle, Lesquielles-Saint-Germain, Macquigny, Malzy, Marly-Gomont, Mennevret, Molain, Monceau-sur-Oise, La Neuville-lès-Dorengt, Le Nouvion-en-Thiérache, Noyales, Oisy, Petit-Verly, Proisy, Proix, Ribeauville, Romery, Saint-Martin-Rivière, Tupigny, Vadencourt, La Vallée-Mulâtre, Vaux-Andigny, Vénérolles, Villers-lès-Guise, Wassigny. |
| 8  | Hirson               | Hirson                | 20 540            | 26                          | Any-Martin-Rieux, Aubenton, Beaumé, Besmont, Bucilly, Buire, Coingt, Effry, Éparcy, La Hérie, Hirson, Iviers, Jeantes, Landouzy-la-Ville, Leuze, Logny-lès-Aubenton, Martigny, Mondrepuis, Mont-Saint-Jean, Neuve-Maison, Ohis, Origny-en-Thiérache, Saint-Clément, Saint-Michel, Watigny, Wimy. |
| 9  | Laon-1               | Laon                  | 24 554            | 26 + Fraction Laon          | 1° Les communes suivantes : Anizy-le-Grand, Aulnois-sous-Laon, Bassoles-Aulers, Besny-et-Loizy, Bourguignon-sous-Montbavin, Brancourt-en-Laonnois, Bucy-lès-Cerny, Cerny-lès-Bucy, Cessières-Suzy, Chaillevois, Chambry, Clacy-et-Thierret, Crépy, Laniscourt, Merlieux-et-Fouquerolles, Molinchart, Mons-en-Laonnois, Montbavin, Pinon, Prémontré, Royaucourt-et-Chailvet, Urcel, Vaucelles-et-Beffecourt, Vauxaillon, Vivaise, Wissignicourt. 2° La partie de la commune de Laon située au nord d'une ligne définie par l'axe des voies et limites suivantes : depuis la limite territoriale de la commune de Besny-et-Loizy, ligne de chemin de fer de Laon à Tergnier, ligne droite perpendiculaire à la ligne de chemin de fer dans le prolongement de la rue de la Linotte, rue de la Linotte, rue de Lattre-de-Tassigny, sentier Saint-Just, rue Millon-de-Martigny, ruelle aux Loups, avenue Jean-Jaurès, avenue Aristide-Briand, rue du Mont-de-Vaux, rue Roger-Salengro, rue Midelet, rue de la Bouloire, rue de la Valise, grimpette de la Petite-Valise, rue Scheffer, place des Combattants-en-Afrique-du-Nord, rue Winston-Churchill, rue Arago, rue Paul-Langevin, rue de l'Avenir, rue du Jardin-Brizard, rue Léon-Blum, avenue Charles-de-Gaulle, jusqu'à la limite territoriale de la commune d'Athies-sous-Laon. |
| 10 | Laon-2               | Laon                  | 24 876            | 24 + Fraction Laon          | 1° Les communes suivantes : Arrancy, Athies-sous-Laon, Bièvres, Bruyères-et-Montbérault, Cerny-en-Laonnois, Chamouille, Chérêt, Chivy-lès-Étouvelles, Colligis-Crandelain, Eppes, Étouvelles, Festieux, Laval-en-Laonnois, Lierval, Martigny-Courpierre, Montchâlons, Monthenault, Nouvion-le-Vineux, Orgeval, Parfondru, Presles-et-Thierny, Samoussy, Veslud, Vorges. 2° La partie de la commune de Laon non incluse dans le canton de Laon-1. |
| 11 | Marle                | Marle                 | 19 390            | 65                          | Agnicourt-et-Séchelles, Assis-sur-Serre, Autremencourt, Barenton-Bugny, Barenton-Cel, Barenton-sur-Serre, Berlancourt, Bois-lès-Pargny, Bosmont-sur-Serre, Chalandry, Châtillon-lès-Sons, Chéry-lès-Pouilly, Chevennes, Cilly, Colonfay, Couvron-et-Aumencourt, Crécy-sur-Serre, Cuirieux, Dercy, Erlon, Franqueville, Froidmont-Cohartille, Grandlup-et-Fay, Le Hérie-la-Viéville, Housset, Landifay-et-Bertaignemont, Lemé, Lugny, Marcy-sous-Marle, Marfontaine, Marle, Mesbrecourt-Richecourt, Monceau-le-Neuf-et-Faucouzy, Monceau-le-Waast, Montigny-le-Franc, Montigny-sous-Marle, Montigny-sur-Crécy, Mortiers, La Neuville-Bosmont, La Neuville-Housset, Nouvion-et-Catillon, Nouvion-le-Comte, Pargny-les-Bois, Pierrepont, Pouilly-sur-Serre, Puisieux-et-Clanlieu, Remies, Rogny, Rougeries, Sains-Richaumont, Saint-Gobert, Saint-Pierre-lès-Franqueville, Saint-Pierremont, Sons-et-Ronchères, Le Sourd, Tavaux-et-Pontséricourt, Thiernu, Toulis-et-Attencourt, La Vallée-au-Blé, Verneuil-sur-Serre, Vesles-et-Caumont, Voharies, Voulpaix, Voyenne, Wiège-Faty. |
| 12 | Ribemont             | Ribemont              | 26 024            | 52                          | Alaincourt, Annois, Artemps, Aubigny-aux-Kaisnes, Benay, Berthenicourt, Bray-Saint-Christophe, Brissay-Choigny, Brissy-Hamégicourt, Cerizy, Châtillon-sur-Oise, Chevresis-Monceau, Clastres, Cugny, Dallon, Dury, Essigny-le-Grand, La Ferté-Chevresis, Flavy-le-Martel, Fontaine-lès-Clercs, Gibercourt, Happencourt, Hinacourt, Itancourt, Jussy, Ly-Fontaine, Mézières-sur-Oise, Mont-d'Origny, Montescourt-Lizerolles, Moÿ-de-l'Aisne, Neuvillette, Ollezy, Origny-Sainte-Benoite, Parpeville, Pithon, Pleine-Selve, Regny, Remigny, Renansart, Ribemont, Saint-Simon, Seraucourt-le-Grand, Séry-lès-Mézières, Sissy, Sommette-Eaucourt, Surfontaine, Thenelles, Tugny-et-Pont, Urvillers, Vendeuil, Villers-le-Sec, Villers-Saint-Christophe. |
| 13 | Saint-Quentin-1      | Saint-Quentin         | 28 156            | 24 + Fraction Saint-Quentin | 1° Les communes suivantes : Attilly, Beauvois-en-Vermandois, Caulaincourt, Douchy, Étreillers, Fayet, Fluquières, Foreste, Francilly-Selency, Germaine, Gricourt, Holnon, Jeancourt, Lanchy, Maissemy, Pontru, Pontruet, Roupy, Savy, Trefcon, Vaux-en-Vermandois, Vendelles, Le Verguier, Vermand. 2° La partie de la commune de Saint-Quentin non incluse dans les cantons de Saint-Quentin-2 et de Saint-Quentin-3. |
| 14 | Saint-Quentin-2      | Saint-Quentin         | 22 963            | 10 + Fraction Saint-Quentin | 1° Les communes suivantes : Essigny-le-Petit, Fieulaine, Fonsomme, Fontaine-Notre-Dame, Lesdins, Marcy, Morcourt, Omissy, Remaucourt, Rouvroy. 2° La partie de la commune de Saint-Quentin située au nord d'une ligne définie par l'axe des voies et limites suivantes : depuis la limite territoriale de la commune de Fayet, rue du Président-John-Fitzgerald-Kennedy, rue Thiers, rue du Colonel-Fabien (toutes trois incluses), rue des Glacis, boulevard Richelieu (toutes deux exclues), place Crommelin, boulevard Roosevelt (inclus), boulevard Gambetta, rue de Crimée (tous deux exclus), avenue du Général-de-Gaulle (incluse), rue du Général-Leclerc jusqu'au pont du canal (exclue), canal de Saint-Quentin, jusqu'à l'avenue Éric-Jaulmes, avenue Éric-Jaulmes, jusqu'à la limite territoriale de la commune de Rouvroy. |
| 15 | Saint-Quentin-3      | Saint-Quentin         | 27 158            | 8 + Fraction Saint-Quentin  | 1° Les communes suivantes : Castres, Contescourt, Gauchy, Grugies, Harly, Homblières, Mesnil-Saint-Laurent, Neuville-Saint-Amand. 2° La partie de la commune de Saint-Quentin située au sud d'une ligne définie par l'axe des voies et limites suivantes : depuis la limite territoriale de la commune de Dallon, route départementale 68, rue du Docteur-Cordier, allée des Acacias, avenue Madame-François-Hugues, rue du Docteur-Cordier, rue de la Chaussée-Romaine (toutes voies exclues), rue de Paris, rue du Vieux-Port, (toutes deux incluses), rue Delavenne, canal de Saint-Quentin, jusqu'à l'avenue Éric-Jaulmes, avenue Éric-Jaulmes, jusqu'à la limite territoriale de la commune de Rouvroy. |
| 16 | Soissons-1           | Soissons              | 23 170            | 14 + Fraction Soissons      | 1° Les communes suivantes : Bagneux, Chavigny, Crouy, Cuffies, Cuisy-en-Almont, Juvigny, Leury, Osly-Courtil, Pasly, Pommiers, Vauxrezis, Venizel, Villeneuve-Saint-Germain, Vregny. 2° La partie de la commune de Soissons située au nord d'une ligne définie par l'axe des voies et limites suivantes : depuis la limite territoriale de la commune de Pommiers, avenue de Compiègne, rue Saint-Christophe, rue du Collège, rue Saint-Quentin, cours de l'Aisne, jusqu'à la limite territoriale de la commune de Villeneuve-Saint-Germain. |
| 17 | Soissons-2           | Soissons              | 29 277            | 12 + Fraction Soissons      | 1° Les communes suivantes : Acy, Belleu, Bernoy-le-Château, Billy-sur-Aisne, Courmelles, Mercin-et-Vaux, Missy-aux-Bois, Ploisy, Septmonts, Serches, Sermoise, Vauxbuin. 2° La partie de la commune de Soissons non incluse dans le canton de Soissons-1. |
| 18 | Tergnier             | Tergnier              | 28 910            | 24                          | Achery, Andelain, Anguilcourt-le-Sart, Beautor, Bertaucourt-Épourdon, Brie, Charmes, Courbes, Danizy, Deuillet, La Fère, Fourdrain, Fressancourt, Liez, Mayot, Mennessis, Monceau-lès-Leups, Rogécourt, Saint-Gobain, Saint-Nicolas-aux-Bois, Servais, Tergnier, Travecy, Versigny. |
| 19 | Vervins              | Vervins               | 20 892            | 66                          | Archon, Les Autels, Autreppes, Bancigny, Berlise, La Bouteille, Braye-en-Thiérache, Brunehamel, Buironfosse, Burelles, La Capelle, Chaourse, Chéry-lès-Rozoy, Clairfontaine, Clermont-les-Fermes, Cuiry-lès-Iviers, Dagny-Lambercy, Dizy-le-Gros, Dohis, Dolignon, Englancourt, Erloy, Étréaupont, La Flamengrie, Fontaine-lès-Vervins, Fontenelle, Froidestrées, Gercy, Gergny, Grandrieux, Gronard, Harcigny, Hary, Haution, Houry, Laigny, Landouzy-la-Cour, Lerzy, Lislet, Luzoir, Montcornet, Montloué, Morgny-en-Thiérache, Nampcelles-la-Cour, Noircourt, Papleux, Parfondeval, Plomion, Prisces, Raillimont, Renneval, Résigny, Rocquigny, Rouvroy-sur-Serre, Rozoy-sur-Serre, Saint-Algis, Sainte-Geneviève, Soize, Sommeron, Sorbais, Thenailles, Le Thuel, Vervins, Vigneux-Hocquet, La Ville-aux-Bois-lès-Dizy, Vincy-Reuil-et-Magny. |
| 20 | Vic-sur-Aisne        | Vic-sur-Aisne         | 20 873            | 50                          | Ambleny, Audignicourt, Barisis-aux-Bois, Berny-Rivière, Besmé, Bichancourt, Bieuxy, Blérancourt, Bourguignon-sous-Coucy, Camelin, Champs, Cœuvres-et-Valsery, Coucy-le-Château-Auffrique, Coucy-la-Ville, Crécy-au-Mont, Cutry, Dommiers, Épagny, Folembray, Fontenoy, Fresnes, Guny, Jumencourt, Landricourt, Laversine, Leuilly-sous-Coucy, Manicamp, Montigny-Lengrain, Morsain, Mortefontaine, Nouvron-Vingré, Pernant, Pont-Saint-Mard, Quierzy, Quincy-Basse, Ressons-le-Long, Saconin-et-Breuil, Saint-Aubin, Saint-Bandry, Saint-Christophe-à-Berry, Saint-Paul-aux-Bois, Saint-Pierre-Aigle, Selens, Septvaux, Tartiers, Trosly-Loire, Vassens, Verneuil-sous-Coucy, Vézaponin, Vic-sur-Aisne. |
| 21 | Villers-Cotterêts    | Villers-Cotterêts     | 29 797            | 76                          | Ambrief, Ancienville, Arcy-Sainte-Restitue, Armentières-sur-Ourcq, Beugneux, Billy-sur-Ourcq, Bonnesvalyn, Breny, Brumetz, Bussiares, Buzancy, Chacrise, Chaudun, Chézy-en-Orxois, Chouy, Corcy, Courchamps, Coyolles, Cramaille, La Croix-sur-Ourcq, Cuiry-Housse, Dammard, Dampleux, Droizy, Faverolles, La Ferté-Milon, Fleury, Gandelu, Grand-Rozoy, Haramont, Hartennes-et-Taux, Hautevesnes, Largny-sur-Automne, Latilly, Launoy, Licy-Clignon, Longpont, Louâtre, Maast-et-Violaine, Macogny, Marizy-Sainte-Geneviève, Marizy-Saint-Mard, Monnes, Monthiers, Montigny-l'Allier, Muret-et-Crouttes, Nampteuil-sous-Muret, Neuilly-Saint-Front, Noroy-sur-Ourcq, Oigny-en-Valois, Oulchy-la-Ville, Oulchy-le-Château, Parcy-et-Tigny, Passy-en-Valois, Le Plessier-Huleu, Priez, Puiseux-en-Retz, Retheuil, Rozet-Saint-Albin, Rozières-sur-Crise, Saint-Gengoulph, Saint-Rémy-Blanzy, Silly-la-Poterie, Sommelans, Soucy, Taillefontaine, Torcy-en-Valois, Troësnes, Vierzy, Villemontoire, Villers-Cotterêts, Villers-Hélon, Vivières. |
|    |                      |                       | 525 558           | 804                         | |

### Répartition par arrondissement
Contrairement à l'ancien découpage où chaque canton était inclus à l'intérieur d'un seul arrondissement, le nouveau découpage territorial s'affranchit des limites des arrondissements. Certains cantons peuvent être composés de communes appartenant à des arrondissements différents. Dans le département de l'Aisne, c'est le cas de quatre cantons (Fère-en-Tardenois, Marle, Vic-sur-Aisne, Villers-Cotterêts).
Le tableau suivant présente la répartition par arrondissement :
| N° | Canton               | Château-Thierry | Laon               | Saint-Quentin               | Soissons               | Vervins | Total                       |
| -- | -------------------- | --------------- | ------------------ | --------------------------- | ---------------------- | ------- | --------------------------- |
| 1  | Bohain-en-Vermandois |                 |                    | 31                          |                        |         | 31                          |
| 2  | Château-Thierry      | 21              |                    |                             |                        |         | 21                          |
| 3  | Chauny               |                 | 21                 |                             |                        |         | 21                          |
| 4  | Essômes-sur-Marne    | 47              |                    |                             |                        |         | 47                          |
| 5  | Fère-en-Tardenois    | 20              |                    |                             | 58                     |         | 78                          |
| 6  | Villeneuve-sur-Aisne |                 | 76                 |                             |                        |         | 76                          |
| 7  | Guise                |                 |                    |                             |                        | 45      | 45                          |
| 8  | Hirson               |                 |                    |                             |                        | 26      | 26                          |
| 9  | Laon-1               |                 | 26 + Fraction Laon |                             |                        |         | 26 + Fraction Laon          |
| 10 | Laon-2               |                 | 24 + Fraction Laon |                             |                        |         | 24 + Fraction Laon          |
| 11 | Marle                |                 | 42                 |                             |                        | 23      | 65                          |
| 12 | Ribemont             |                 |                    | 52                          |                        |         | 52                          |
| 13 | Saint-Quentin-1      |                 |                    | 24 + Fraction Saint-Quentin |                        |         | 24 + Fraction Saint-Quentin |
| 14 | Saint-Quentin-2      |                 |                    | 10 + Fraction Saint-Quentin |                        |         | 10 + Fraction Saint-Quentin |
| 15 | Saint-Quentin-3      |                 |                    | 8 + Fraction Saint-Quentin  |                        |         | 8 + Fraction Saint-Quentin  |
| 16 | Soissons-1           |                 |                    |                             | 14 + Fraction Soissons |         | 14 + Fraction Soissons      |
| 17 | Soissons-2           |                 |                    |                             | 13 + Fraction Soissons |         | 13 + Fraction Soissons      |
| 18 | Tergnier             |                 | 24                 |                             |                        |         | 24                          |
| 19 | Vervins              |                 |                    |                             |                        | 66      | 66                          |
| 20 | Vic-sur-Aisne        |                 | 26                 |                             | 24                     |         | 50                          |
| 21 | Villers-Cotterêts    | 20              |                    |                             | 56                     |         | 76                          |
|    |                      | 108             | 240                | 126                         | 166                    | 160     | 800                         |

### Liste avec élus
L'Aisne comprend 21 cantons depuis mars 2015. Le tableau suivant en donne la liste, en précisant leur code INSEE, leur conseiller départemental, leur superficie, leur population issu du recensement de 2022 et leur densité de population
| Canton               | Code Insee | Conseiller départemental  | Étiquette | Étiquette | Superficie (km2) | Population (hab.) | Densité (hab./km2) |
| Bohain-en-Vermandois | 02 01      | Michel Collet             |           | PS        | +286,85          | 21 801            | 76                 |
| Bohain-en-Vermandois | 02 01      | Monique Sébastijan        |           | PCF       | +286,85          | 21 801            | 76                 |
| Château-Thierry      | 02 02      | Bruno Beauvois            |           | PRG       | +207,16          | 27 850            | 134,4              |
| Château-Thierry      | 02 02      | Michèle Fuselier          |           | PS        | +207,16          | 27 850            | 134,4              |
| Chauny               | 02 03      | Jean-Luc Lanouilh         |           | PCF       | +166,14          | 23 692            | 142,6              |
| Chauny               | 02 03      | Fabienne Marchionni       |           | PCF       | +166,14          | 23 692            | 142,6              |
| Essômes-sur-Marne    | 02 04      | Georges Fourré            |           | DVG       | +518,35          | 28 814            | 55,6               |
| Essômes-sur-Marne    | 02 04      | Anne Maricot              |           | DVG       | +518,35          | 28 814            | 55,6               |
| Fère-en-Tardenois    | 02 05      | Carole Deruy              |           | LR        | +626,83          | 27 573            | 44                 |
| Fère-en-Tardenois    | 02 05      | François Rampelberg       |           | LR        | +626,83          | 27 573            | 44                 |
| Guise                | 02 07      | Armand Pollet             |           | FN        | +468,52          | 22 889            | 48,9               |
| Guise                | 02 07      | Marion Saillard           |           | FN        | +468,52          | 22 889            | 48,9               |
| Hirson               | 02 08      | Anne-Marie Fournier       |           | FN        | +349,21          | 20 540            | 58,8               |
| Hirson               | 02 08      | Claude Mouflard           |           | FN        | +349,21          | 20 540            | 58,8               |
| Laon-1               | 02 09      | Fawaz Karimet             |           | DVG       | +230,58          | 24 554            | 106,5              |
| Laon-1               | 02 09      | Annie Tujek               |           | PS        | +230,58          | 24 554            | 106,5              |
| Laon-2               | 02 10      | Thierry Delerot           |           | DVG       | +179,09          | 24 876            | 138,9              |
| Laon-2               | 02 10      | Brigitte Fournié-Turquin  |           | EELV      | +179,09          | 24 876            | 138,9              |
| Marle                | 02 11      | Isabelle Ittelet          |           | UDI       | +627,64          | 19 390            | 30,9               |
| Marle                | 02 11      | Pierre-Jean Verzelen      |           | LR        | +627,64          | 19 390            | 30,9               |
| Ribemont             | 02 12      | Florence Bonnard-Trevisan |           | PS        | +465,99          | 26 024            | 55,8               |
| Ribemont             | 02 12      | Michel Potelet            |           | PS        | +465,99          | 26 024            | 55,8               |
| Saint-Quentin-1      | 02 13      | Colette Blériot           |           | LR        | +174,59          | 28 156            | 161,3              |
| Saint-Quentin-1      | 02 13      | Jean-Pierre Boniface      |           | LR        | +174,59          | 28 156            | 161,3              |
| Saint-Quentin-2      | 02 14      | Thomas Dudebout           |           | LR        | +089,17          | 22 963            | 257,5              |
| Saint-Quentin-2      | 02 14      | Pascale Gruny             |           | LR        | +089,17          | 22 963            | 257,5              |
| Saint-Quentin-3      | 02 15      | Jocelyne Dogna            |           | LR        | +062,09          | 27 158            | 437,4              |
| Saint-Quentin-3      | 02 15      | Freddy Grzeziczak         |           | LR        | +062,09          | 27 158            | 437,4              |
| Soissons-1           | 02 16      | Françoise Champenois      |           | LR        | +089,3           | 23 170            | 259,5              |
| Soissons-1           | 02 16      | Pascal Tordeux            |           | LR        | +089,3           | 23 170            | 259,5              |
| Soissons-2           | 02 17      | Isabelle Létrillart       |           | LR        | +091,26          | 29 277            | 320,8              |
| Soissons-2           | 02 17      | Frédéric Vanier           |           | DVD       | +091,26          | 29 277            | 320,8              |
| Tergnier             | 02 18      | Michel Carreau            |           | PCF       | +190,59          | 28 910            | 151,7              |
| Tergnier             | 02 18      | Caroline Varlet           |           | PCF       | +190,59          | 28 910            | 151,7              |
| Vervins              | 02 19      | Marie-Françoise Bertrand  |           | UDI       | +641,09          | 20 892            | 32,6               |
| Vervins              | 02 19      | Nicolas Fricoteaux        |           | UDI       | +641,09          | 20 892            | 32,6               |
| Vic-sur-Aisne        | 02 20      | Marie-Christine Gilliot   |           | FN        | +437,4           | 20 873            | 47,7               |
| Vic-sur-Aisne        | 02 20      | Noël Lecoultre            |           | FN        | +437,4           | 20 873            | 47,7               |
| Villeneuve-sur-Aisne | 02 06      | Philippe Timmerman        |           | DVD       | +757,21          | 26 359            | 34,8               |
| Villeneuve-sur-Aisne | 02 06      | Bernadette Vannobel       |           | DVD       | +757,21          | 26 359            | 34,8               |
| Villers-Cotterêts    | 02 21      | Franck Briffaut           |           | FN        | +708,21          | 29 797            | 42,1               |
| Villers-Cotterêts    | 02 21      | Martine Pigoni            |           | FN        | +708,21          | 29 797            | 42,1               |